# Cedar Grove (Virgínia de l'Oest)
Cedar Grove és una població dels Estats Units a l'estat de Virgínia de l'Oest. Segons el cens del 2000 tenia 862 habitants.

## Demografia
Segons el cens del 2000, Cedar Grove tenia 862 habitants, 368 habitatges, i 241 famílies. La densitat de població era de 443,8 habitants per km².
Dels 368 habitatges en un 28,5% hi vivien nens de menys de 18 anys, en un 42,7% hi vivien parelles casades, en un 15,8% dones solteres, i en un 34,5% no eren unitats familiars. En el 31,5% dels habitatges hi vivien persones soles el 18,2% de les quals corresponia a persones de 65 anys o més que vivien soles. El nombre mitjà de persones vivint en cada habitatge era de 2,33 i el nombre mitjà de persones que vivien en cada família era de 2,9.
Per edats la població es repartia de la següent manera: un 21,6% tenia menys de 18 anys, un 9,7% entre 18 i 24, un 25,9% entre 25 i 44, un 21,8% de 45 a 60 i un 21% 65 anys o més.
L'edat mediana era de 40 anys. Per cada 100 dones de 18 o més anys hi havia 86,7 homes.
La renda mediana per habitatge era de 23.250 $ i la renda mediana per família de 27.604 $. Els homes tenien una renda mediana de 27.361 $ mentre que les dones 22.222 $. La renda per capita de la població era de 12.911 $. Entorn del 23,2% de les famílies i el 22,9% de la població estaven per davall del llindar de pobresa.

## Poblacions més properes
El següent diagrama mostra les poblacions més properes.